# Bill Viola
Bill Viola   (Queens, 25 de gener de 1951 - Long Beach, 12 de juliol de 2024) va ser un dels videoartistes estatunidencs més importants i coneguts arreu del món. Amb una carrera de més de cinquanta anys, la seva contribució al gènere del videoart és internacionalment reconegut per les seves instal·lacions, vídeos, pel·lícules i entorns sonors per a concerts i òperes.
L'any 2009 fou guardonat amb el Premi Internacional Catalunya, concedit per la Generalitat de Catalunya, com a reconeixement «de la seva obra alhora artística i tècnica, personal i espiritual, mitjançant l'ús del videoart, del qual és pioner».

## Biografia
Viola va néixer a Nova York. Va créixer entre els barris de Queens i Westbury. Més endavant es va llicenciar en Belles Arts a la Universitat de Syracusa, un centre pioner en la utilització de nous mitjans d'expressió.
La seva primera feina va ser com a tècnic de vídeo al Museu d'art d'Everson, a Syracuse.
Entre 1973 i 1980 va crear, amb el compositor David Tudor, el grup Rainforest, després conegut com a Composers Inside Electronics.
Entre 1974 i 1976 Viola va viure a Florència, a Itàlia, treballant com a director tècnic de l'estudi Art/Tapes/22, un centre pioner de vídeo, on va conèixer videoartistes com Nam June Paik, Bruce Nauman, i Vito Acconci, entre d'altres. El 1976 va tornar a Nova York per establir-se com artista resident al laboratori de la WNET Thirteen Television de Nova York, fins al 1983.
Entre 1976 i 1977 va viatjar a les illes Salomó, Java, Indonèsia per enregistrar arts escèniques tradicionals i pair les seves inquietuds espirituals.
El 1977 Viola va ser convidat a ensenyar els seus treballs a La Trobe University de Melbourne per la directora cultural Kira Perov. Viola i Perov es van casar i van començar una relació de col·laboració artística que duraria molts anys.
El 1980 van viure al Japó durant un any i mig, gràcies a un intercanvi cultural entre Estats Units i Japó. Allà van començar una relació amb el budisme amb al seu mestre zen Daien Tanaka. Durant aquests mesos Viola va col·laborar com a artista resident als laboratoris Atsugi de Sony. Durant els anys 80 i 90 va realitzar diversos projectes relacionats amb el videoart.
El 2002, Viola va acabar Going Forth By Day, una espècie de sèries de quadres digitals animats en video, un encàrrec del Museu Guggenheim Berlín i Nova York.
El 2003,The Passions va ser exposada a Los Angeles, Londres, Madrid i Canberra.
Es tracta d'una gran col·lecció de treballs enregistrats a càmera lenta inspirats en les pintures religioses del Renaixement.
El 2004 Viola va començar a treballar en una nova versió de l'òpera de Richard Wagner Tristan i Isolda, amb la col·laboració de Peter Sellars, Esa-Pekka Salonen i Kira Perov. L'òpera va ser estrenada a l'Òpera Nacional de París el 2005.

## Obra
Les seves primeres obres ja mostraven la seva fascinació pels temes amb què treballà durant tota la seva carrera. En particular, la seva obsessió a capturar l'essència de les emocions.
L'art de Viola s'ocupa en gran part dels temes centrals del sentit i l'experiència humans - naixement, mort, amor, emocions...- tot barrejat amb l'espiritualitat dels antics humanistes.
Bill Viola ha demostrat amb la seva obra el seu interès profund per les tradicions místiques, especialment el budisme, el misticisme cristià de Sant Joan de la Creu, l'islam, així com per l'art occidental medieval i del renaixement. Totes aquestes influències han marcat la seva obra. La mort de la seva mare va ser una experiència extremadament dolorosa per a Bill Viola, accentuant encara més la seva inclinació pels temes espirituals.
Bill Viola és un dels artistes contemporanis que més ha contribuït a l'apropament de l'art cristià als nous plantejaments artítsics. Els dos videoretaules que va realitzar per a la Catedral de Saint Paul de Londres (Mary, 29016 i Martyrs, 2014) en són exponents destacats.
Sovint Viola fa servir tècniques de càmera ultra-lenta (ultra slow-motion), animant a l'espectador que s'impliqui amb la imatge i connecti profundament amb els significats d'aquesta, cosa que fa que la seva obra sigui acceptada i entesa fora dels circuits habituals de l'art contemporani. Com a conseqüència, el seu treball rep tota mena de crítiques, algunes magnificant-lo i d'altres que detracten l'obvietat dels seus treballs.
El currículum de Bill Viola inclou exposicions a llocs tan importants com la National Gallery de Londres, el Museu Guggenheim Berlin, el Museu Guggenheim Nova York, el Whitney Museum of American Art, el Getty Center de Los Angeles, i el Metropolitan Museum of Art de Nova York, pel que es pot dir que és un dels més importants artistes contemporanis. A Catalunya s'han pogut veure creacions seves a La Pedrera i en altres espais culturals com el Palau de la Música Catalana i el Gran Teatre del Liceu.

## Obres representatives

### Vídeos
Alguns dels seus vídeos més representatius :
- 1976 Migration Durada: 7 minuts
- 1976 He Weeps for You
- 1977 Sweet Light Durada: 9 minuts
- 1977-79 The Reflecting Pool Durada: 7 minuts. Una de les obres més importants de la història del videoart, que tracta de les aparicions i desaparicions del reflex d'un cos sobre l'aigua.
- 1979-81 Ancient of Days. Reflexió sobre la temporalitat, mitjançant una successió d'esdeveniments. Bill Viola fica objectes sobre una taula i els crema, ell s'enregistra i a la vegada ho mostra tot a l'inrevés; pla fix sobre l'obelisc de Washington durant tot un dia; descripció d'una avinguda de Nova York mitjançant un moviment giratori de 180° durant tot un dia, entre altres vídeos
- 1979 Chott el-Djerid, (A Portrait in Light and Heat) Durada: 28 minuts. Siluetes tremolant, miracles al desert. Moviments lents però en temps real
- 1980 The Space Between The Teeth Reflexió sobre el temps i l'espai, reduint l'experiència amb una foto llençada a la mar.
- 1981 Hatsu-Yume (First Dream) Durada: 56 minuts
- 1982 Raisons To Knocking At An Empty House Durada: 19 minuts i 11 segons.Tancat a la mateixa habitació durant 3 hores, Bill Viola s'enregistra a si mateix en pla fix, lluitant contra la son. Temps real comprès en 19 minuts.
- 1983 An Instrument of Simple Sensation
- 1983 Anthem Durada: 11 minuts i 30 segons
- 1983 Room for St. John of the Cross
- 1986 I Don't Know What It Is I Am Like. Durada: 89 minuts.
- 1987 Passage
- 1988 The Sleep of Reason
- 1989 Angel's Gate
- 1989 The City of Man
- 1991 The Stoping Mind
- 1991 The Passing
- 1992 Slowly Turning Narrative
- 1992 The Sleepers
- 1992 Threshold
- 1992 Heaven and Earth
- 1992 The Arc of Ascent
- 1992 Nantes Triptych
- 1993 Tiny Deaths
- 1994 Pneuma
- 1994 Stations
- 1995 The Greeting Durada: 10 minuts. Interpretació de l'anunciació de la Verge Maria segons la pintura italiana de l'edat mitjana.
- 1995 The Veiling
- 1995 The Crossing
- 2000 The World of Appearances
- 2000 Ascension. La tranquil·litat d'un paisatge submarí es trenca quan de cop i volta un home vestit es tira a l'aigua.
- 2000 Nine Inch Nails Live: And All That Could Have Been. Viola col·labora amb Nine Inch Nails creant una espècie de tríptic per a la gira del grup. El tríptic tracta sobre l'aigua i està relacionat amb les cançons que s'anaven tocant als concerts
- 2002 Obvservance. Alguns crítics consideren aquesta obra una resposta als atemptats de l'11 de setembre de 2001. Una càmera al nivell dels ulls d'una sèrie de persones amb diferents edats.
- 2002 Emergence. Inspirada en una obra de Masolino
- 2003 Five Angels For The Millennium
- 2004 The Tristan Project. Seqüències en vídeo per ser projectades com a teló de fons de la representació de l'òpera de Wagner Tristan i Isolda. Amb la seva càmera lenta, Viola interpreta amb un actor la metàfora que hi ha darrere de la història de Wagner, veient per exemple com el primer acte és un ritual de purificació on els personatges es despullen i es renten abans de llençar-se a l'aigua. Altres característiques de l'obra de Viola són l'ús de l'aigua i del foc, també presents en aquesta obra. The Tristan Project va ser estrenada al Disney Hall de Los Angeles en tres nits diferents durant el 2004, una per cada acte. La primera representació completa va ser a l'Òpera de Paris entre Abril i Novembre de 2005.
- 2005 The darker side of down
- 2005 Ablutions Primer pla d'un home i una dona rentant-se les mans, preparant-se per a la meditació.[3]

### Instal·lacions
- He Weeps for You
- The Sleepers

## Exposicions
- 1973 New Video Work, Everson Museum of Art, Syracusa, Nova York
- 1974 Bill Viola: Video and Sound Installations, The Kitchen Center, Nova York
- 1979 Projects: Bill Viola, The Museum of Modern Art, Nova York
- 1983 Bill Viola, ARC, Museu d'Art Modern de París
- 1985 Summer 1985, Museum of Contemporary Art, Los Angeles
- 1985 Bill Viola, Moderna Museet, Estocolm, Suècia
- 1987 Bill Viola: Installations and Videotapes, The Museum of Modern Art, Nova York
- 1988 Bill Viola: Survey of a Decade, Contemporary Arts Museum, Houston, Texas
- 1989 Bill Viola, Fukui Prefectural Museum of Art, Fukui City, Japan, 3a Fukui Biennal Internacional de Vídeo.
- 1990 Bill Viola: The Sleep of Reason, Fondation Cartier pour l'Art Contemporain, Jouy-en-Josas, França
- 1992 Bill Viola: Nantes Triptych, Chappelle de l'Oratoire, Musée des Beaux-Arts, Nantes, França
- 1992 Bill Viola, Donald Young Gallery, Seattle, Washington (5 instal·lacions)
- 1992 Bill Viola: Two Installations, Anthony d'Offay Gallery, Londres
- 1992 Bill Viola. Unseen Images, Stadtische Kunsthalle Düsseldorf. També a: Moderna Museet, Stockholm, Suècia (1993); Museo Nacional Centro de Arte Reina Sofia, Madrid (1993); Musée Cantonal des Beaux-Arts, Lausanne, Suïssa (1993); Whitechapel Art Gallery, Londres (1993), Museu d'Art de Tel-Aviv, Israel (1994)
- 1994 Bill Viola: Stations, Inauguració del American Center de París
- 1994 Bill Viola: Território do Invisível/Site of the Unseen, Centro Cultural/Banco do Brazil, Rio de Janeiro, Brasil
- 1995 Buried Secrets, United States Pavilion, 46th Biennal de Venècia, Itàlia. Després a Kestner-Gesellschaft, Hannover, Alemanya (1995); Arizona State University Art Museum (1996)
- 1996 Bill Viola: New Work, Savannah College of Art and Design, Savannah, Georgia (instal·lació)
- 1996 Bill Viola: The Messenger, Durham Cathedral, Visual Arts UK 1996, Durham, Anglaterra. Posteriorment a la South London Gallery de Londres (1996); Video Positiva-Moviola, Liverpool; The Fruitmarket Gallery, Edinburgh, Escòcia; Oriel Mostyn, Gwynedd, Gal·les; The Douglas Hyde Gallery, Trinity College, Dublin (1997). També a Girona (Bòlit, 2009)[4]
- 1997 Bill Viola: Fire, Water, Breath, Guggenheim Museum (SoHo), Nova York
- 1997 Bill Viola: A 25-Year Survey organitzada pel Whitney Museum of American Art. Després exposada a Los Angeles County Museum of Art; Whitney Museum of American Art, Nova York (1998); Stedelijk Museum, Amsterdam (1998) (catalogue); Museum für Moderne Kunst, Frankfurt (1999); San Francisco Museum of Modern Art, California (1999); Art Institute of Chicago, Illinois (1999-2000)
- 2000 The World of Appearances, Helaba Main Tower, Frankfurt (instal·lació permanent)
- 2000 Bill Viola: New Work, James Cohan Gallery, Nova York
- 2001 Bill Viola: Five Angels for the Millennium, Anthony d'Offay Gallery, Londres
- 2002 Bill Viola: Going Forth By Day, Deutsche Guggenheim, Berlin
- 2003 Bill Viola: The Passions, Getty Museum, Los Angeles
- 2003 Bill Viola, Kukje Gallery, Seül
- 2003 Bill Viola: Five Angels for the Millennium, Ruhrtriennale, Gasometer, Oberhausen, Alemanya
- 2003 Bill Viola: The Passions, National Gallery, Londres
- 2004 Bill Viola: Temporality and Transcendence, Guggenheim, Bilbao
- 2005 Bill Viola: The Passions, Fundació "la Caixa," Madrid
- 2005 Bill Viola Visions, ARoS Aarhus Kunstmuseum, Aarhus, Dinamarca
- 2005 Bill Viola, James Cohan Gallery, Nova York
- 2005 Tristan und Isolde, Òpera Nacional de París
- 2006 Bill Viola – Video, 2006 Recipient of the NORD/LB Art Prize, Kunsthalle Bremen, Bremen, Alemanya
- 2006 LOVE/DEATH The Tristan Project, Haunch of Venison, Londres
- 2019 Bill Viola / Michelangelo Londres, Royal Academy[5]
- 2019 Bill Viola: Miralls de l'invisible, La Pedrera (Casa Milà), Barcelona[6]

## Premis i reconeixements
- 1984 Polaroid Video Art Award for outstanding achievement, Estats Units
- 1987 Maya Deren Award, American Film Institute, Estats Units
- 1989 John D. and Catherine T. MacArthur Foundation Award, Estats Units
- 1993 Skowhegan Medal (Instal·lació de Video), Estats Units
- 2003 Cultural Leadership Award, American Federal of Arts, Estats Units
- 2006 NORD/LB Art Prize, Bremen, Alemanya
- 2009 Premi Internacional Catalunya